# 錐体路障害
錐体路障害（すいたいろしょうがい、英語：pyramidal tract disorder）は、錐体路を含めた、主に上位の運動ニューロン障害のことを示す。
運動神経線維（ニューロン）の遠心性経路で延髄の錐体を通る経路のことを錐体路という。随意運動の指令を伝える。前角細胞までを上位運動ニューロンという。前角細胞以下を下位運動ニューロンという。
運動ニューロンの経路は以下の通りである。
- 大脳中心前回　→　内包後脚　→　中脳大脳脚　→　延髄錐体交差　→　脊髄側索または前索　→　脊髄前角細胞　→　末梢神経　→　筋肉

## 名前の由来
遠心性出力は、4野と6野の大・中錐体細胞の繊維が作る皮質脊髄路と皮質延髄路を介して行われる。これらは延髄の腹側で正中線の両側において、錐体と呼ばれる隆起をつくる。そのため錐体路と呼ばれる。

## 症状
- 深部腱反射の亢進
- 病的反射の出現バビンスキー反射など
- 痙性麻痺（筋緊張亢進）
- 手・指・足クローヌスの出現

## 疾患
- 筋萎縮性側索硬化症
- 髄膜炎
- 脊髄空洞症
- 髄液減少症
- 頸椎症性脊髄症など